# Rio Riozinho
Der Rio Riozinho ist ein etwa 72 km langer linker Nebenfluss des Rio Goioerê im Inneren des brasilianischen Bundesstaats Paraná.

## Etymologie
Die portugiesische Verkleinerungsform Riozinho bedeutet Flüsschen.  

## Geografie

### Lage
Das Einzugsgebiet des Rio Riozinho befindet sich auf dem Terceiro Planalto Paranaense (Dritte oder Guarapuava-Hochebene von Paraná).

### Verlauf
Sein Quellgebiet liegt im Norden des Munizips Mamboré auf 719 m Meereshöhe etwa 5 km nördlich des Hauptorts an der BR-369.
Der Fluss verläuft auf seinen ersten 20 km in westlicher Richtung, bis er die Grenze zum Munizip Boa Esperança erreicht. Hier wendet er sich nach Nordwesten und bildet die südwestliche Grenze des Munizips Farol zunächst zu Boa Esperança und dann für den Rest seines Laufs zu Janiópolis. Er mündet auf 405 m Höhe von links in den Rio Goioerê. Er ist etwa 72 km lang.

### Munizipien im Einzugsgebiet
Am Rio Riozinho liegen die vier Munizipien Mamboré, Boa Esperança, Farol und Janiópolis.